# Hesperoyucca
Hesperoyucca is een geslacht uit de aspergefamilie. De soorten komt voor in Mexico en het zuidwesten van de Verenigde Staten.

## Soorten
- Hesperoyucca newberryi
- Hesperoyucca whipplei